# Тіна Брукс
Ті́на Брукс (англ. Tina Brooks), справжнє ім'я Га́рольд Флойд Брукс (англ. Harold Floyd Brooks; 7 червня 1932, Феєтвілл, Північна Кароліна — 13 серпня 1974, Нью-Йорк) — американський джазовий саксофоніст (тенор) і композитор.

## Біографія
Народився 7 червня 1932 року у Феєтвіллі (штат Північна Кароліна). Його батько, Девід Брукс, стар., грав на фортепіано і співав. У 1944 році родина переїхала у Нью-Йорк. У вищій школі почав грати на саксофоні. Його брат-близнюк, Гаррі, тоді ж почав також грати на саксофоні, однак згодом перестав займатися музикою. Брав уроки гри у свого старшого брата, Девіда стар. (Бубба). Переключився на альт-саксофон, потім на тенор.
У 1950 році на декілька місяців замінив Буббу у гурті Сонні Томпсона. Дебютував у студії у 1951 році у записі Томпсона на лейблі King. На початку 1950-х працював з місцевими латиноамериканськими гуртами, з Чарльзом Брауном, Джо Моррісом; гастролював з Амосом Мілберном у 1953—54 роках. Вивчав гармонію у Герберта Борна впродовж року. Приєднався до оркестру Лайонела Гемптона, з яким грав навесні і влітку 1955 року.
У 1956 році познайомився з трубачем Бенні Гаррісом у клубі Blue Morocco у Бронксі, Нью-Йорк і почав виступати із ним, Елмо Гоупом по клубами Бронкса і Гарлема. Завдяки Гаррісу у 1958 році почав записуватися як сесійний музикант на лейблі Blue Note, а в 1960 оці — як соліст. У 1959—60 роках записав спільний альбом з Джекі Мак-Ліном під назвою Street Singer.
У 1960-х роках грав з латиноамериканськими і ритм-енд-блюзовоми гуртами, деякий час гастролював з Реєм Чарльзом, однак переважно виступав у клубах Бронкса, а саме Freddie's Bar, 845 Club і Blue Morocco з Елмо Гоупом, Олівером Бінером, Доном Пулленом та ін.
Помер 13 серпня 1974 року у Нью-Йорку у віці 42 років від печінкової недостатності у результаті наркотичної залежності.

## Дискографія
- Minor Move (Blue Note, 1958)
- True Blue (Blue Note, 1960)
- Back to the Tracks (Blue Note, 1960)
- Street Singer (Blue Note, 1960) з Джекі Мак-Ліном
- The Waiting Game (Blue Note, 1961)